# Compsothespis kilwana
Compsothespis kilwana es una especie de mantis de la familia Mantidae.

## Distribución geográfica
Se encuentra en Tanzania y en Transvaal y Natal en Sudáfrica.